# 雅库布·沙米洛夫
雅库布·占别科维奇·沙米洛夫（俄语：Якуб Джамбекович Шамилов，1991年4月25日—），俄罗斯男子柔道运动员，2013年夏季世界大学生运动会男子66公斤级铜牌得主、2021年世界柔道锦标赛男子66公斤级铜牌得主。